# (4193) Salanave
(4193) Salanave (1981 SM1) – planetoida z pasa głównego asteroid okrążająca Słońce w ciągu 5,58 lat w średniej odległości 3,14 j.a. Odkryta 26 września 1981 roku.